# ハードロック
ハードロック（英: hard rock）は、ロックの一ジャンルである。ヘヴィロック（英: heavy rock）とも称される

## 歴史
ハードロックはメンフィス・ブルースのギタリスト、ジョー・ヒル・ルイスやウィリー・ジョンソン、パット・ヘアらのグリッター、獰猛なギターの影響を受けていた。
初期の標準的なスタイルはブルースやブギーを基調としたラウドなサウンドのロック形態を取った。ハードロックの定義は、大音量でアグレッシブなロックの一種であり、歪んだ音のエレクトリック・ギターをリード楽器としてソロを演奏し、反復リフなども使用したものである（英語版もAllmusicを引用）。1960年代後半に誕生した。
初期はサイケデリック・ロックやブルース・ロックの混合物としてスタートし、1970年代前半にはハードロックの呼称が定着し、全盛期を迎えた。ハードロックとヘヴィメタルの微妙な相違点を定義づけるのは難しい。ただ例をあげると、グランド・ファンク・レイルロードは黒人音楽の強い影響を受けており、ハードロックではあるが、ヘヴィメタルとは呼ばれない。またディープ・パープルも、1970年代にはハードロックと呼ばれ、ヘヴィメタルという言い方はあまりされなかった。また、ヘヴィメタルという名称も比較的早くから存在しており、レッド・ツェッペリン、ブラック・サバスなどが代表的なバンドである。
ハードロックの特徴としては以下が挙げられる。
1. ギタリスト及びヴォーカリストが主役、リズム隊は脇役[注 4]。
2. 曲の主に中盤に長いギターソロを用いる[注 5]。
3. ヴォーカリストのシャウト[注 6]。
4. ラウドで、音を歪ませたギターでの大音量演奏[注 7]。
5. 初期には、ブルース・ロックの影響が強かった[注 8]。

大音量によってアンプをオーバードライヴ状態にして、歪みを生じさせた手法も見られる。ベース&ドラムはサポートにまわるのが一般的である。
ハードロックなどロック分野だけに留まらず、ポピュラー音楽の発展はブルースとの関連抜きに語ることは難しい。ブルースは、もともとは奴隷状態下に置かれたアメリカの黒人の労働歌を唄ったものに起源があり、これ故「簡素で分かりやすい形式」（I→IV →Vを基本形とする単純なドミナント進行）であり、またその境遇故に、唄われる内容は少なからずプロテストな色彩であった。ジャズもブルース起源であるが、ほとんどがインストルメンタルの場合が多く、ビリー・ホリディやマックス・ローチらを除けば、辛辣、痛烈な批判をするなどの直接的な表明をすることが難しかった。また、アメリカに於いては黒人人口が多く、ロックンロール、ロカビリーなどの、カントリーに黒人音楽のブルースやR&Bを混合した音楽が発達した。1950年代は、アメリカのロックンロール、ロカビリーが、世界のかなりの数の若者の心をとらえていた時代である。
イギリスではスキッフル・ブームの後、より直接的な感情の発露の手段として、ブルースが若者の心をとらえたことから、ブルースを基調とする音楽を演奏する者が次々現れた。60年代には、イギリスではちょっとした「ブルース、ブルース・ロック・ブーム」になった。これが、イギリスにおけるハードロックの原点である。アメリカでも、原点であるブルースに回帰する流れの中に、1960年代後半のキャンド・ヒートやポール・バターフィールド・ブルース・バンドなど多くのバンドがいた。
ロックはブルースから簡素でわかりやすい形式や、少数の曲はプロテスト的な歌詞を受け継いでいるが、白人の演奏家は黒人文化とは縁遠いため、「跳ねるリズム感覚」を所有していなかった。これは白人のハードロック、プログレッシヴ・ロックが、クラシック音楽をルーツとしていることが主因と見られている。
ハードロックの起源とされるのは、ビートルズの「ヘルター・スケルター」「レボリューション」や、クリーム、ジミ・ヘンドリックス、ザ・フー、ブルー・チアー、ヴァニラ・ファッジなどである。彼らは、ロック、ブルースとサイケデリック・ロックを融合し、新しいスタイルを呈示してみせた。特に、ジミ・ヘンドリックスは、大音量でディストーションの掛かった音の先駆けとなった。またブルー・チアーやマウンテン、フリー、グランド・ファンク・レイルロード、ユーライア・ヒープなども、ハードロックの草分け的なバンドであった。ハードロック誕生の背景としては、アメリカで起こっていた公民権運動、これと同時進行する形で世界各国で学生運動が発生、ベトナム反戦運動がこの流れに合流した。このように1960年代は「反権力」を旗印とした市民運動が、全世界的に盛り上がった時代である。ブルースの流れを踏襲しているロック音楽は、プロテスト音楽的色彩を帯びた。無論プロテスト的ではないロックも存在していたが、この時代のムードにマッチしたものはプロテスト的なロックであった。その親和性故に市民運動の集会とロック（またはフォークソング）コンサートが合同で行われるコラボレーション）が自然発生的に出来上がった。若者を中心に人が集まる「市民運動団体」と「レコード会社、コンサート興行主等の音楽産業界」双方の思惑が一致したことから、このコラボレーションは次第に大規模化、組織化されていく。この最大規模のものが「ウッドストック・フェスティバル」(1969年)である。
サウンド的には、歪んだギター・サウンド（ディストーション・サウンド）と直情径行のラウドな音量だった。具体的に表現するなら、チョーキングとアーミングの使用である。ただ、チョーキングとアーミングを使い出したのは、何もハードロックが最初ではない。例えばチャック・ベリーやアルバート・キングらはチョーキングを使い、ベンチャーズはアーミングを多用した。
1968年には、ジェフ・ベック・グループ、レッド・ツェッペリンがデビューした。1970年には、後にヘヴィメタルの代表的存在となるブラック・サバスがデビューした。ディープ・パープルは、それまでのジョン・ロード主導のクラシックをベースとしたアート・ロックから、リッチー・ブラックモアが主導に変わって制作した、『ディープ・パープル・イン・ロック』でハードロックに転向。ディープ・パープルのアルバム『マシーンヘッド』(1972)には、「ハイウェイ・スター」「スモーク・オン・ザ・ウォーター」の有名曲が収録されていた。クイーンも、73年から75年ごろまでは、ハードロック・サウンドが主体だった。1973年には、グラム・ロックの影響の見られる女性ロッカースージー・クアトロがデビューした。他にも、ホークウィンド、スレイド、スウィートらが活躍した。このころには、ハードロックが欧米中心にブームとなった。
アメリカでは、1970年代にはブルー・オイスター・カルトや、アリス・クーパー、カクタス、ジェイムス・ギャング、リック・デリンジャー、モントローズらが活躍した。カナダのゲス・フーの『アメリカン・ウーマン』(1970)も、ハードなヒット曲だった。
エアロスミス、キッス、クイーンは、1970年代前半にはすでにデビューしていたが、人気が出てきたのは、1970年代後半だった。シン・リジィやナザレスはUSチャートでヒットを出し、アメリカ進出に成功した。ZZトップやレーナード・スキナードなどサザン・ロック・バンドも、ハード・ロック的な音を出していた。一方でジャーニー、ボストン、フォリナー、TOTO、スティクスなどは、”産業ロック”というカテゴリーに含まれた。スティックスはハードロックというよりも、ポップなプログレッシヴにジャンル分けするのが妥当である。1970年代後半にはパンク・ニューウェイブが一大ブームとなり、ハードロックの人気は下降した。当時の人気バンドとしては、ジューダス・プリースト、レインボー（ブラックモアズ・レインボー）がいた。英米以外の国では、カナダのマホガニー・ラッシュ、オーストラリアのAC/DC、ドイツのスコーピオンズ、オランダのゴールデン・イアリングらが活躍した。ソロ・ギタリストではロイ・ブキャナン、パット・トラヴァース”、ロビン・トロワーらがいた。日本のハード・ロックでは、カルメン・マキ&OZ、紫、コンディション・グリーン、クリエイション（元のブルース・クリエイション)、VOWWOWらがシーンを盛り上げた。
1980年代前半になると、ツインギターを売り物にしたナイト・レンジャーがデビュー。ポップ性とハード性を兼ね備えたボン・ジョヴィがヒットを出し、アメリカン・ハードロックが注目された。ヴァン・ヘイレンがアルバム『1984』でシンセサイザーを使用し、シングル曲「ジャンプ」が大ヒット。続いてラットやモトリー・クルー、ドッケン、ポイズンなど、ロサンゼルス出身のハードロックバンドが続々とデビューし、ロサンゼルス以外のアメリカ出身であるシンデレラなども併せてLAメタルと呼んだ。一方で、デフ・レパードやホワイトスネイクなど、イギリス系のアーティストも上記のバンド同様にアメリカでヒットを出し、ハードロック、ヘヴィメタルが復権した。
1980年代中頃になると、さらにアメリカから、アンスラックスやメタリカのような、これまでとは違うスピード感と重圧感を売りにしたスラッシュメタルがブレイクした。1980年代後半からは、ハードロックバンド、ガンズ・アンド・ローゼズがヒットを連発した。この頃、テスラやドッケン等、次々にアコースティックの楽曲を取り入れたバンドが続出した。
イギリス勢からは1979年ごろから、アイアン・メイデンらのNWOBHM（ニュー・ウェイブ・オブ・ブリティッシュ・ヘヴィ・メタル）が登場した。後年、ドイツではハロウィンらのスピードメタルが、北ヨーロッパからは北欧メタルが出現した。
ジミー・ペイジはレス・ポールのギターを主に使用したが、ファースト・アルバムではテレキャスターを使用していた。リッチー・ブラックモアは、ハードロック期からはずっとフェンダー・ストラトキャスターを使用した。1960年代当時トランジスタはやっと実用化レベルに達したばかりで、今日のような歪み率の低い電気特性の優秀なアンプ（アンプリファイア）は存在しなかった。トランジスタ以前の電気増幅素子は真空管であった。トランジスタに比較して、真空管は与えられた入力の音響特性を変えずに増幅出来る帯域が非常に狹い。しかも、真空管アンプは価格が高額である。だが、暖かみのある独特の音質から需要が存在し続けている。
多くの聴衆に音を聴かせる必要性が増してきたことから、PAシステムと共に楽器用アンプも大出力のものが求められるようになっていった。この要求に応えるべくヴォックス、フェンダー、マーシャル、オレンジなど各社が大出力のアンプをこぞって
造し出したが、先述の通りそもそも大音量再生には無理がある真空管で半ば強引に高出力のものを作っていたので、少し音量を上げると非常によく歪んだ。

## 派生ジャンル
- アメリカン・プログレ・ハード[注 24]
- エクストリーム・メタル
- NWOBHM[注 25]
- LAメタル
- グラム・メタル[注 26]
- ゴシック・メタル
- ジャーマン・メタル
- ショック・ロック[10]（アリス・クーパーなど）
- シンフォニック・メタル
- ストーナーロック
- メロディックスピードメタル（メロディックパワーメタル）
- スラッシュ・メタル
- デス・メタル
- ドゥーム・メタル
- ネオクラシカルメタル
- ヘヴィメタル
- パワー・メタル
- フォーク・メタル（民俗音楽メタル）/ヴァイキング・メタル
- ブラック・メタル
- プログレッシブ・メタル
- ニュー・メタル
- メタルコア
- メロディアス・ハードロック（Don Dokken、Fair Warningなど）
- メロディック・デス・メタル
- ミクスチャー・ロック
- ラップメタル
- 北欧メタル

## 主なミュージシャン
- AC/DC[注 27]
- L.A.ガンズ
- REOスピードワゴン[注 28]
- TOTO [注 29]。
- UFO
- W.A.S.P.
- Y&T
- ZZトップ
- アイアン・メイデン
- アクセプト
- アスキング・アレクサンドリア
- アースシェイカー
- アリス・クーパー
- アリス・イン・チェインズ
- アルカトラス
- アルド・ノヴァ
- アンスラックス
- アンボイ・デュークス [注 30]
- イングヴェイ・マルムスティーン
- インペリテリ
- ヴァニラ・ファッジ
- ヴァンデンバーグ
- ヴァン・ヘイレン
- ヴェルヴェット・リヴォルヴァー
- ウォー・ホース
- エアロスミス
- X JAPAN
- YOSHIKI
- hide
- エイプリル・ワイン
- エンジェル
- エクストリーム
- オジー・オズボーン
- ガール
- カクタス
- ザ・カルト
- カルメン・マキ & OZ
- カンサス
- ガンズ・アンド・ローゼズ
- ガンマ・レイ
- キックス(Kix)
- キッス
- キャプテン・ビヨンド
- ギラン
- クイーン
- クイーンズライク
- グラハム・ボネット
- グランド・ファンク・レイルロード
- クリーム
- クリエイション
- グレイト・ホワイト
- クロウラー
- クワイエット・ライオット
- ゲイリー・ムーア
- ゲス・フー
- コンディション・グリーン
- サーガ
- サクソン
- サミー・ヘイガー
- サムソン
- サンダー
- ジェフ・ベック・グループ
- ジミ・ヘンドリックス
- ジェイムス・ギャング
- ジャーニー
- ジャニス・ジョプリン
- ジューダス・プリースト
- ジョー・サトリアーニ
- ジョニー・ウィンター
- SHOW-YA
- ジョーン・ジェット&ブラック・ハーツ
- ジョン・サイクス
- シンデレラ
- シン・リジィ
- スウィート
- スキッド・ロウ
- スコーピオンズ
- ステイタス・クォー
- スティーヴ・ヴァイ
- ステッペンウルフ
- ストライパー
- スレイド
- タイガース・オブ・パンタン
- チープ・トリック
- チューブス
- ディープ・パープル
- ディオ
- テスラ
- テッド・ニュージェント
- デフ・レパード
- トゥイステッド・シスター
- ドッケン
- トライアンフ
- ナイト・レンジャー
- ナザレス
- 人間椅子
- バックマン・ターナー・オーヴァードライヴ
- バッド・カンパニー
- パット・トラヴァース
- パット・ベネター
- バッドランズ
- ハート
- BOWWOW (VOWWOW)
- ハノイ・ロックス
- 浜田麻里
- パリス
- パール・ジャム
- ハロウィン
- パンテラ
- B'z
- ビリー・スクワイア
- ピンク・クリーム69
- ザ・フー
- フォリナー
- フー・ファイターズ
- フリジド・ピンク
- ブルー・チアー
- ブラック・サバス
- ブラッドロック（英語版）
- フリー
- ブルー・オイスター・カルト
- ブルー・スクリーム
- ブルー・マーダー
- ベイカー・ガーヴィッツ・アーミー
- ベック・ボガート & アピス
- ポイズン
- ホークウインド
- ホワイトスネイク
- ホワイト・ライオン
- ボン・ジョヴィ
- マイク・ピネラ
- マイケル・シェンカー・グループ
- マウンテン
- マッコーリー・シェンカー・グループ
- マネスキン
- マホガニー・ラッシュ[11]
- MR. BIG
- 紫
- メガデス
- メタリカ
- モーターヘッド
- モトリー・クルー
- モントローズ
- ユーライア・ヒープ
- ヨーロッパ
- ライオット
- LOUDNESS
- ラッシュ
- ラット
- ラマタム
- ラム・ジャム
- ランナウェイズ
- リック・デリンジャー
- レインボー
- レーサーX
- レッド・ツェッペリン
- ロイ・ブキャナン
- ロビン・トロワー